# Sieriebrianyj Bor
Sieriebrianyj Bor (ros. Серебряный Бор) (56°40′35″N 124°50′13″E/56,676389 124,836944) – osiedle typu miejskiego w rosyjskiej Jakucji.
Osiedle położone jest 8 km od miasta Neriungri.